# パナソニック LUMIX DMC-G1

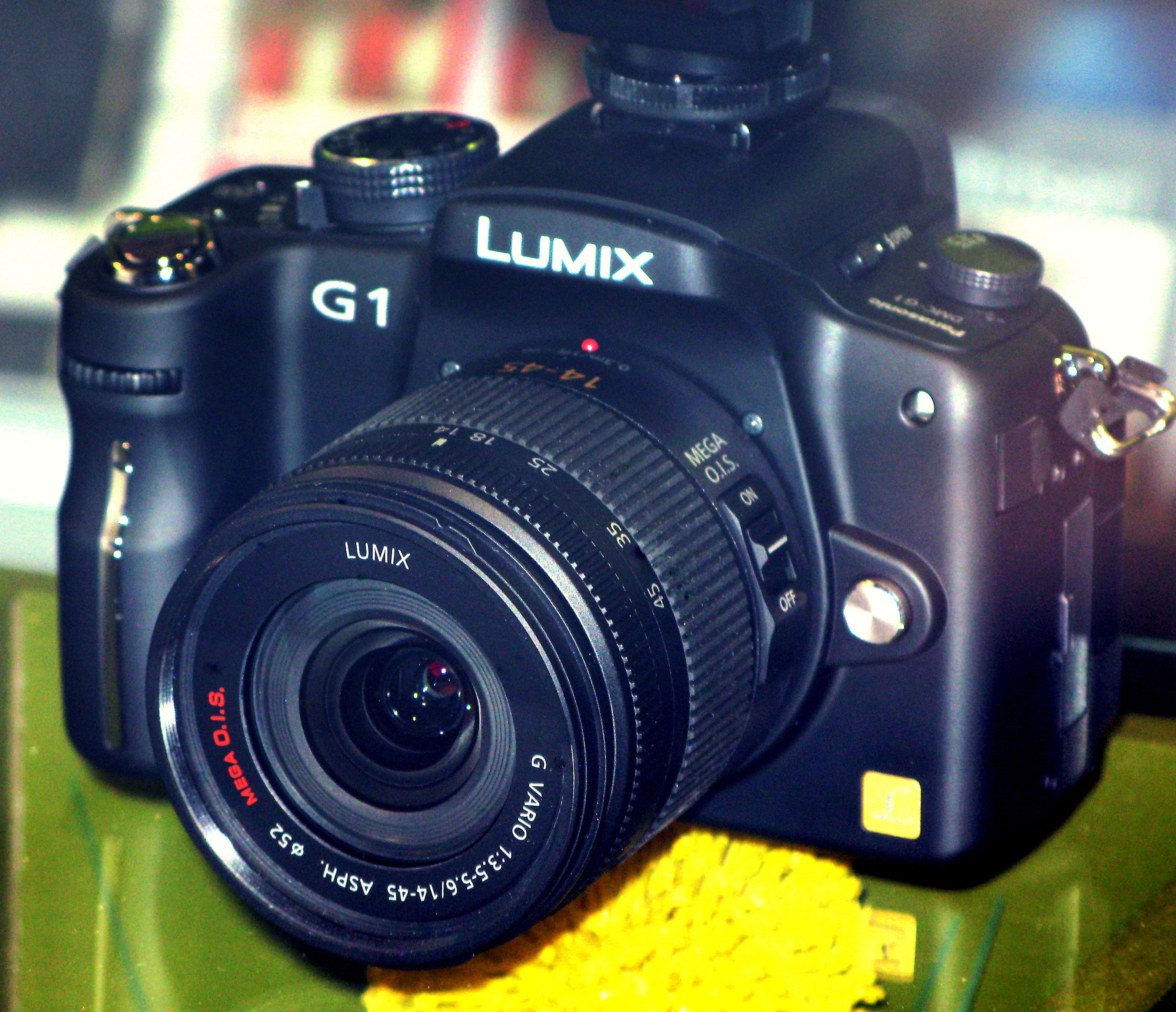
ルミックスDMC-G1

LUMIX DMC-G1は、世界初のミラーレス一眼カメラ、かつマイクロフォーサーズシステム第1号機として、2008年10月31日にパナソニックから発売されたデジタル一眼カメラである。

## 商品概要

### 本体について
パナソニック・ルミックスDMC-G1（以降はDMC-G1と表記）が採用しているマイクロフォーサーズシステムは、パナソニック（旧社名：松下電器産業株式会社）とオリンパスが共同開発したフォーサーズシステムベースの新規格である。既存の一眼カメラの特色・ミラーボックスを排除し、フランジバックをフォーサーズシステムの約半分にした事により、今まで不可能だったレベルの小型化及び薄型化を可能にし、DMC-G1はこの特色を生かしたコンパクトな初のミラーレス一眼カメラとして誕生した。
実際、DMC-G1は同社のDMC-L10に比べ本体だけで約100gの軽量化を果たしており、「世界最小・最軽量デジタル一眼」に偽りがないことを証明している。この小型化を可能にしたのが、「嵩張るミラーボックスとペンタミラーの排除」である。これらの共に一眼レフの胆とも言える部分を撤去したことが、今まで不可能とされたレベルのコンパクト化を可能にした。ただし、これらの変更を受けた結果、DMC-G1は一眼レフではなくなっている。公式HPで「デジタル一眼」と表記され、「デジタル一眼レフ」と表記されていないのはそのためである。この既存の一眼レフからの大幅なシステム変更のため、ミラーボックスのスペースを有効活用して設置されていたAFセンサーが設置できず、DMC-G1のAFはイメージセンサ自体を利用したコントラスト検出方式となっている。この方式はコンパクトデジタルカメラで主流の方式であり、一般的に速度がデジタル一眼レフに劣ると言われているが、DMC-G1はパナソニックの高度な技術によりデジタル一眼レフに引けを取らない性能となっている。

### レンズについて
コンパクトなカメラに仕上がったDMC-G1であるが、本体だけでなく対応レンズも小型化されている。これは、フランジバック短縮によりレンズ設計が容易となった副産物であり、このメリットを活かしたレンズ（7-14mm/F4、20mm/F1.7）が発売されている。
なお、フランジバックの短さからマウントアダプタを介すれば大半の他社製がレンズ装着可能。パナソニックからフォーサーズシステム用およびライカM、ライカRマウント用純正マウントアダプタが発売されているほか、サードパーティからは従来のデジタル一眼レフカメラでは補正レンズ無しでは存在し得なかったキヤノンFDマウントアダプタをはじめ多様なマウントへのアダプタが発売されている。